# RC Toulonnais
Rugby club toulonnais (RCT) – francuski klub rugby union występujący w najwyższej klasie rozgrywkowej, lidze Top 14. RCT zlokalizowany jest w prowansalskim mieście Tulon. Na co dzień swoje mecze rozgrywa na mieszczącym 13 700 widzów Stade Mayol, a najważniejsze spotkania na znacznie większym Stade Vélodrome w Marsylii.
Barwy zespołu to czerwień i czerń. W herbie klubu od 1921 roku znajduje się konwalia, która wiąże się z postacią pochodzącego z Tulonu piosenkarza Féliksa Mayola.
Klub założono w 1908 roku po tym, jak do Stade Varois (z pobliskiego La Seyne-sur-Mer) przystąpiło kilku członków z Sélection Maritime i Sporting Club Télégraphique. Największym sukcesem ekipy z Tulonu jest czterokrotne mistrzostwo Francji.
Na początku XXI wieku drużyna dwukrotnie spadała do ligi Pro D2 i ponownie awansowała do Top 14. W 2012 roku zespół z Tulonu dotarł do finału rozgrywek ligowych oraz finału Europejskiego Pucharu Challenge, rok później zdobył zaś Puchar Heinekena oraz ponownie gościł w finale ligi.

## Trofea
Trofea klubu:
- Mistrzostwo Francji:
  - Zwycięzca (4): 1931, 1987, 1992, 2014
  - Finalista (9): 1946, 1968, 1971, 1985, 1989, 2012, 2013, 2016, 2017
- Challenge Yves du Manoir:
  - Zwycięzca (2): 1934, 1970
  - Finalista (3): 1939, 1954, 1983
- European Rugby Champions Cup:
  - Zwycięzca (3): 2013, 2014, 2015
- European Rugby Challenge Cup:
  - Zwycięzca (1): 2023[6]
  - Finalista (4): 2010, 2012, 2020, 2022